# George Gallup
George Horace Gallup (18. listopadu 1901 Jefferson, Iowa – 26. července 1984 Tschingel ob Gunten, Švýcarsko) byl americký statistik, autor novátorských metod výzkumu veřejného mínění, založených na teorii pravděpodobnosti. Časopis Life ho zařadil na seznam stovky nejvýznamnějších Američanů 20. století.
Pocházel z venkovské dobytkářské rodiny, absolvoval University of Iowa, kde si vydělával na studia jako hráč amerického fotbalu a redigováním studentského časopisu. V roce 1928 získal doktorát v oboru psychologie, pak vyučoval žurnalistiku na Drake University a Northwestern University. Od roku 1932 žil v New Yorku a pracoval v reklamní agentuře Young and Rubicam. V roce 1935 založil American Institute of Public Opinion, později známý jako Gallupův ústav (Gallup Institute). Vyvinul vlastní způsob zjišťování politických preferencí veřejnosti, nazvaný Gallup Poll. Průzkumy byly založeny na výběru respondentů tak, aby vzorek odpovídal socioekonomickému složení obyvatelstva, a na přesných instrukcích pro tazatele, které měly zabránit nepochopení otázek. Gallupova metoda se osvědčila již při prezidentských volbách v roce 1936, kdy na rozdíl od prestižního časopisu The Literary Digest dokázala předpovědět vítězství Franklina Roosevelta. V letech 1953–1956 byl předsedou National Civic League, v roce 1975 se stal členem Americké akademie umění a věd. Zemřel ve věku 82 let ve svém letním sídle ve Švýcarsku. Nástupcem ve vedení Gallupova ústavu se stal jeho syn George Gallup Jr.